# Чистиковское сельское поселение
Чистиковское се́льское поселе́ние — муниципальное образование в Руднянском районе Смоленской области Российской Федерации.
Административный центр — деревня Чистик.

## География
Расположение: восточная часть Руднянского района
Граничит:
на севере — с Демидовским районом, на востоке — со Смоленским районом, на юго-востоке — со  Смолиговским сельским поселением, на юге — с Казимировским сельским поселением, на юго-западе — с  Руднянским городским поселением, на западе — с  Переволочским сельским поселением.
По территории поселения проходит автодорога   А141 Орёл — Витебск.
По территории поселения проходит железная дорога Смоленск — Витебск, станции: О.п. 450-й км.
Крупные реки: Малая Березина, Клёц.
На территории поселения находится Биолого-Зоологический заказник "Руднянский".

## История
Образовано Законом от 1 декабря 2004 года.  
Законом Смоленской области от 20 декабря 2018 года, к 1 января 2019 года в Чистиковское сельское поселение были включены все населённые пункты  упразднённого Смолиговского сельского поселения.

## Население
| 2011  | 2012  | 2013  | 2014  | 2015  | 2016  | 2017  |
| ----- | ----- | ----- | ----- | ----- | ----- | ----- |
| 1856  | ↘1817 | ↘1794 | ↘1753 | ↘1710 | ↘1694 | ↘1672 |
| 2018  | 2019  | 2020  | 2021  |       |       |       |
| ↘1642 | ↘1607 | ↗3141 | ↗3500 |       |       |       |

## Населённые пункты
На территории поселения находятся 42 населённых пункта:
| №  | Населённый пункт | Тип     | Население |
| -- | ---------------- | ------- | --------- |
| 1  | Анцифорово       | деревня | 0         |
| 2  | Высокая Жарь     | деревня | 5         |
| 3  | Горбуши          | деревня | 2         |
| 4  | Гранки           | деревня | 243       |
| 5  | Дворище          | деревня | 24        |
| 6  | Дуброво          | деревня | 0         |
| 7  | Ельня            | деревня | 0         |
| 8  | Живолево         | деревня | 0         |
| 9  | Заготино         | деревня | 54        |
| 10 | Игнатовка        | деревня | 49        |
| 11 | Кисловка         | деревня | 2         |
| 12 | Концы            | деревня | 68        |
| 13 | Коробаново       | деревня | 25        |
| 14 | Кочаны           | деревня | 0         |
| 15 | Лелеквинская     | деревня | 7         |
| 16 | Лешно            | деревня | 250       |
| 17 | Молево           | деревня | 2         |
| 18 | Морозовка        | деревня | 45        |
| 19 | Москаленки       | деревня | 0         |
| 20 | Надва            | деревня | 67        |
| 21 | Обурог           | деревня | 19        |
| 22 | Ордовка          | деревня | 38        |
| 23 | Осяпы            | деревня | 1         |
| 24 | Пальцево         | деревня | 13        |
| 25 | Плоское          | деревня | 129       |
| 26 | Приволье         | деревня | 121       |
| 27 | Рассвет          | деревня | 4         |
| 28 | Рокот            | деревня | 39        |
| 29 | Рыжиково         | деревня | 149       |
| 30 | Слобода          | деревня | 19        |
| 31 | Смолиговка       | деревня | 530       |
| 32 | Смоляки          | деревня | 0         |
| 33 | Сташки           | деревня | 209       |
| 34 | Сташково         | деревня | 2         |
| 35 | Сутоки           | деревня | 51        |
| 36 | Суфляново        | деревня | 226       |
| 37 | Тетери           | деревня | 154       |
| 38 | Трегубовка       | деревня | 51        |
| 39 | Удовки           | деревня | 7         |
| 40 | Холмок           | деревня | 4         |
| 41 | Чистик           | деревня | 848       |
| 42 | Шеровичи         | деревня | 630       |

## Местное самоуправление
Главой поселения и Главой администрации является Логанов Николай Владимирович .